# Lipica (Tutin)
Lipica (em cirílico: Липица) é uma vila da Sérvia localizada no município de Tutin, pertencente ao distrito de Ráscia, na região de Ráscia e Sanjaco. A sua população era de 40 habitantes segundo o censo de 2011.

## Demografia
| 1948 | 1953 | 1961 | 1971 | 1981 | 1991 | 2002 | 2011 |
| ---- | ---- | ---- | ---- | ---- | ---- | ---- | ---- |
| 164  | 172  | 168  | 154  | 137  | 91   | 82   | 40   |